# Грейферний кран

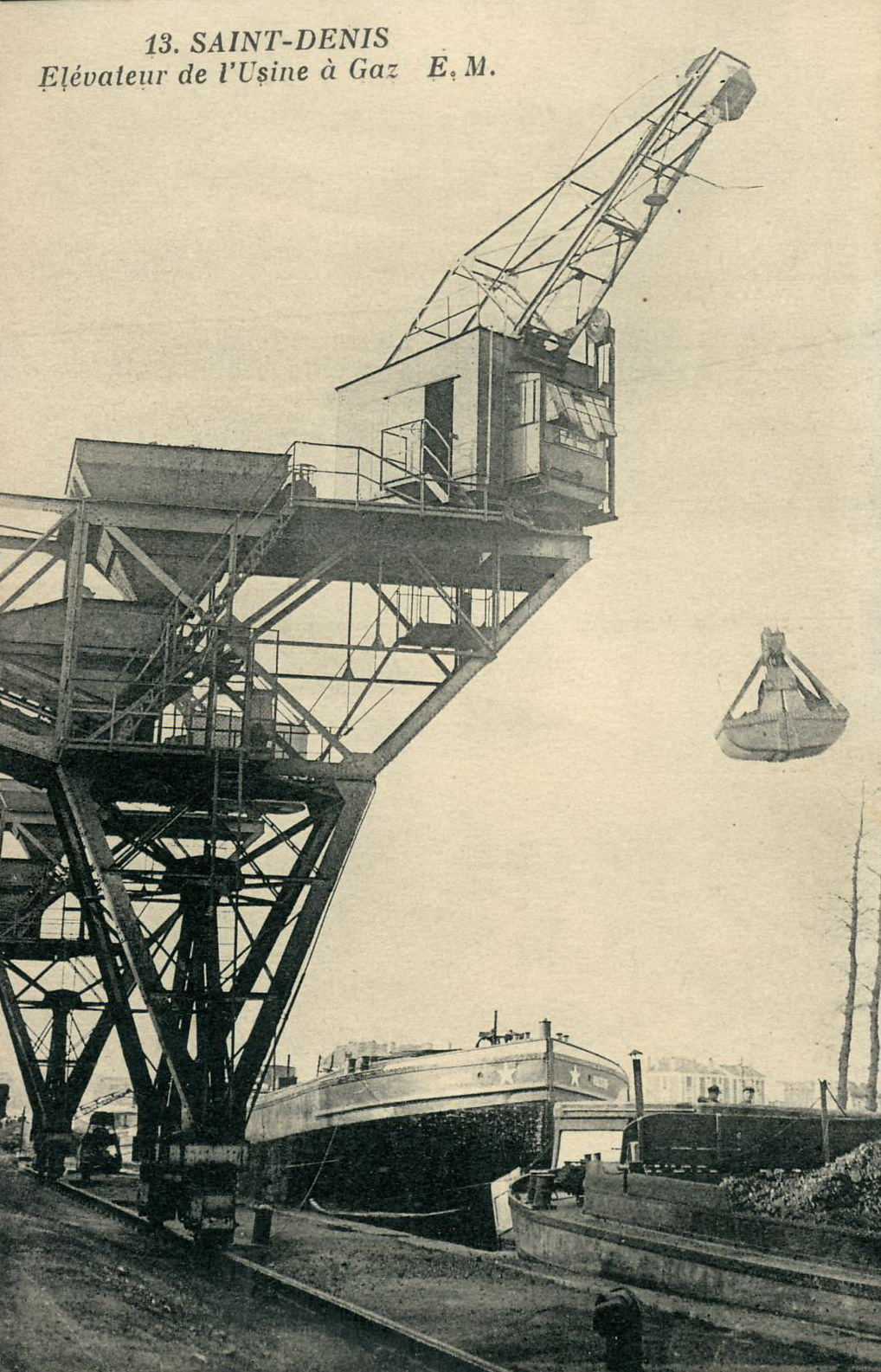
Грейферний кран у порту.

Грейферний кран — вантажопідйомне обладнання на базі мостового крана (однобалкового або двухбалкового), що має грейфер — ківш з поворотними щелепами, за допомогою яких здійснюється захоплення вантажу або зачерпуються сипкі матеріали.

## Опис
У 1927 р. компанія Stothert & Pitt виготовила перший грейферний кран.
Використовується в портах, на складах, у виробничих цехах, на будмайданчиках, залізничних станціях для перевантаження і транспортування лісоматеріалів, кускових і сипучих вантажів. За способом дії грейфери бувають канатні і приводні.
Відповідно до особливостей конструкції розрізняють двощелепні та багатощелепні грейфери. Для підйому та переміщення сипких матеріалів  (за винятком металевої стружки і скрапу), кускових матеріалів (волокнистих і кам'яних), а також лісоматеріалів, що мають велику довжину, використовується двощелепний грейфер, а для матеріалів, з якими не може працювати двощелепний грейфер (великі камені, металева стружка), — багатощелепні.
Оскільки блоки грейфера розташовуються так, щоб спонтанне розкриття, а потім зміщення канатів із жолоба, було виключено, можна досягти повної автоматизації захоплення, переміщення і звільнення вантажу.
Найпоширеніші конструкції грейферних кранів мають прольот 10,5-34,5 м, масу крана 14,3-31,1 т. Насипна маса вантажу можлива до 1,8 т / м3, максимальний розмір шматків для підйому і транспортування — 300 мм. Потужність двигунів — 43,5 або 48,5 кВт.